# Vladimir Kosinskij
Vladimir Ivanovič Kosinskij (in russo Владимир Иванович Косинский?; 26 febbraio 1945 – 14 luglio 2011) è stato un nuotatore sovietico, dal 1992 russo.

## Carriera
Specializzato nella rana, arrivò a collezionare tre medaglie (due d'argento e una di bronzo) alle Olimpiadi di Città del Messico 1968.

## Palmares

### Competizioni internazionali
- Olimpiadi

Città del Messico 1968: argento nei 100m e 200m rana e bronzo nella 4x100m misti.